# 宮本延人

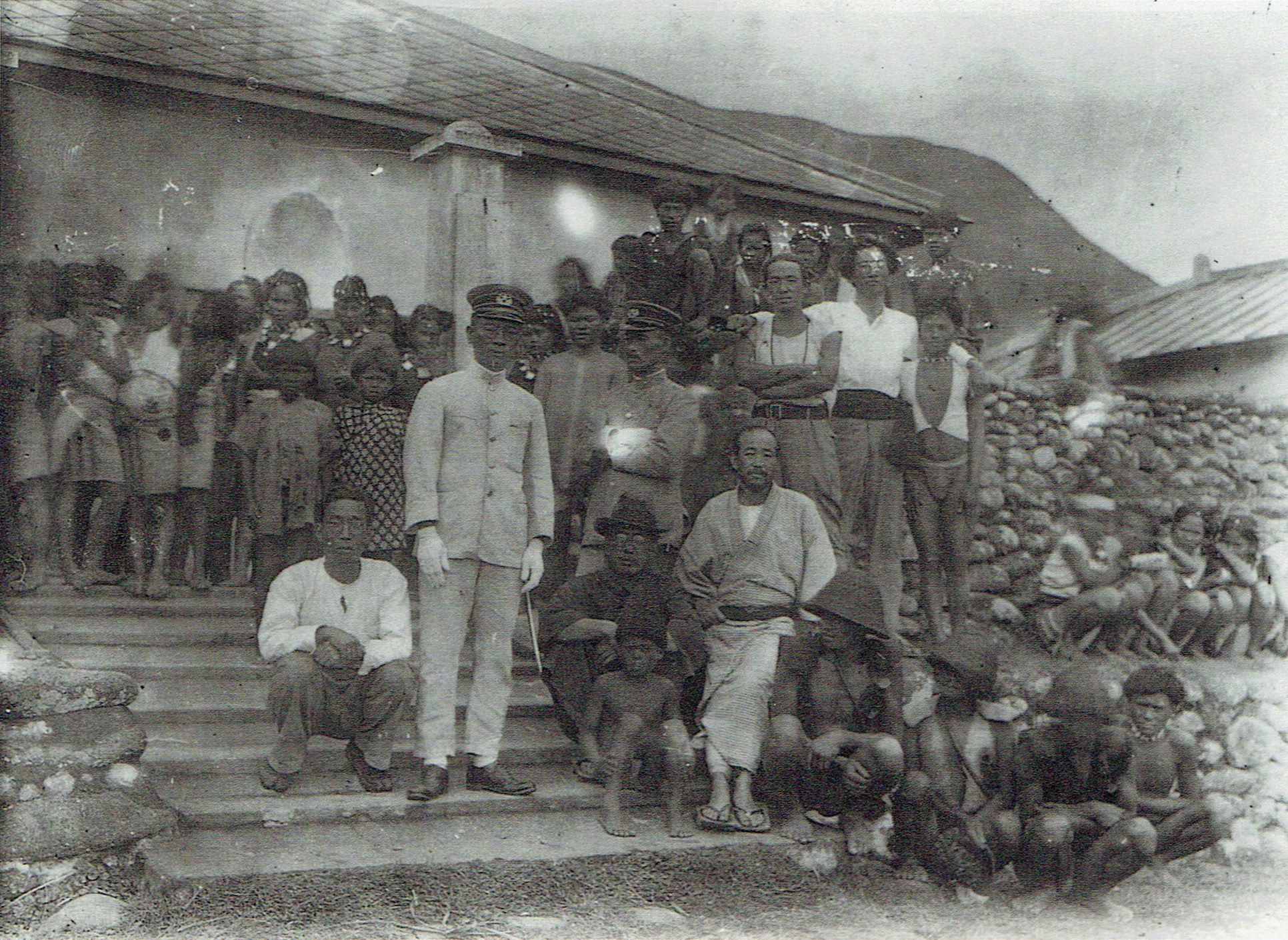
宮本延人（前列左端）與移川子之藏（前排右和服者）、鹿野忠雄、馬淵東一等人。蘭嶼警察署前。1929年

宮本延人（1901年—1987年1月），日本民俗人類學家。一生致力於臺灣原住民人類學之調查研究。

## 生平
信州長野縣上田市人，出身於神官家庭，9歲時隨父母移居東京。1928年慶應義塾大學文學部史學科畢業，同年前往台灣，就任於新成立的臺北帝國大學文政學部史學科，擔任土俗人種學講座助手，跟隨移川子之藏教授從事臺灣原住民調查研究，共同奠立臺灣大學考古人類學系的基礎。
1940年升任講師，翌年轉任臺灣總督府調查官，從事寺廟調查，曾阻止日本政府拆毀臺南大天后宮及臺南水仙宮。:721943年升任臺北帝國大學南方人文研究所助教授。中華民國接管臺灣後，臺北帝國大學改制為國立臺灣大學，獲中華民國政府聘請留任以辦理移交，並升任副教授，旋即改任教授。
1948年返回日本，歷任東海大學教授、文學院長等要職。

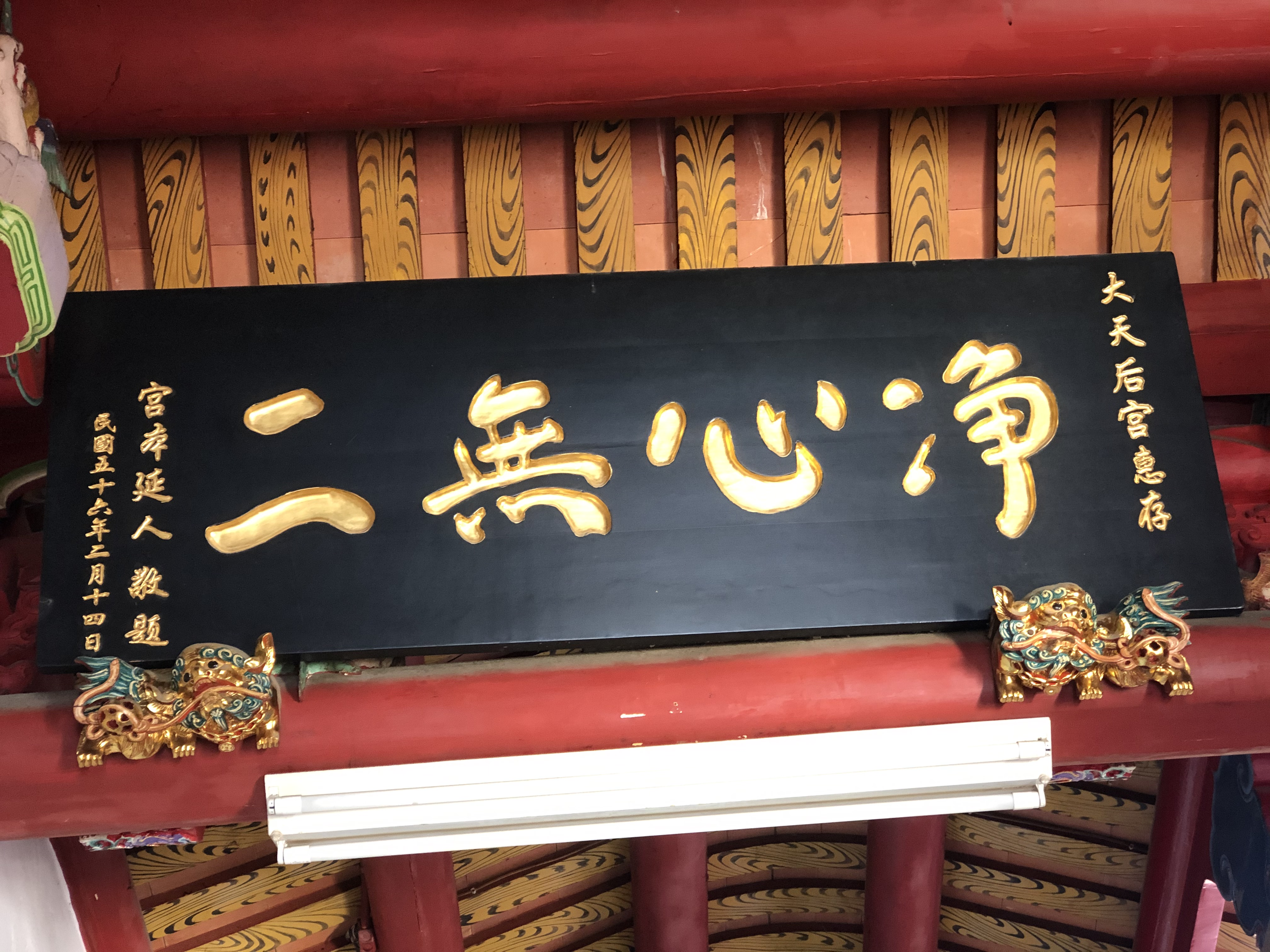
1967年，宮本延人重遊臺南。2月14日贈臺南大天后宮「凈心無二」匾

民國五十六年（1967年），宮本延人重遊臺南。受臺南大天后宮信徒迎接。宮本延人在大天后宮敬獻「凈心無二」匾。
1966年，宮本延人曾赴臺灣擔任臺灣大學考古人類學系客座教授。1972年退休，1975年榮獲名譽教授。。
宮本延人在台灣長達20年，曾發表過許多發掘遺址的調查報告
。
1987年1月，宮本延人逝世，享年86歲。

## 著作
- 《台湾高砂族系統所属の研究》（二冊），移川子之藏、宮本延人、馬淵東一合著，臺北帝大土俗人類學研究室調查報告，刀江書院，1935年，曾獲帝國學士院獎。
- 《海南島の土俗學的研究調查》，台北市 : 臺灣總督府外事部，1942年。
- 《人類的の步み》，東海大學出版社，1971年。
- 《臺灣の原住民族:回想.私の民族學調查》，東京：六興，1985年。
- 《臺灣の原住民一回想、私の民族學調查》，六興出版社，1987年（有魏桂邦中譯本，晨星出版社，1992年）。
- 《臺灣の民族と文化》，瀨川孝吉、宮本延人、馬淵東一合著，六興出版社，1987年。
- 《日本統治時代臺灣寺廟整理問題》，天理教道友社，1988年。
- 《日本統治時代台灣における寺廟整理問題 》，日本奈良：天理教道友社，1988年。
- 《我的臺灣紀行》（宮本延人口述，宋文薰、連照美翻譯），南天書局，1998年。

## 相關詞條
- 伊能嘉矩、金關丈夫、森丑之助、鳥居龍藏、鹿野忠雄、移川子之藏、馬淵東一、國分直一、淺井惠倫、千千岩助太郎